# Jan Michael Brüderle

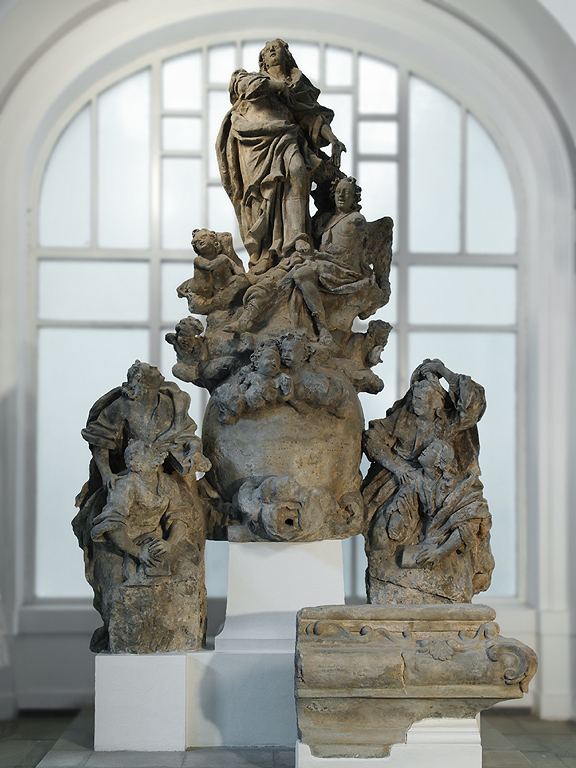
Nanebevzetí Panny Marie z kašny v Loretě (originál), Lapidárium Národního muzea Praha

Jan Michael Brüderle, také Johann Michael Brüderle,  Jan Michal Biedrle či Bidrle (kolem 1700 (?), † 22. května 1740 Praha), byl pražský sochař a řezbář, činný v období pozdního baroka a rokoka.  

## Život a dílo
O Brüderleho původu a vyučení zatím není nic známo. Neví se, odkud a kdy přesně během 20.–30. let 18. století přišel do Prahy. V. V. Štech a Oldřich J. Blažíček jej podle stylizace soch považovali za žáka Ondřeje Filipa Quitainera. Quitainer zemřel roku 1729, Brüderle by tedy jako jeho učedník musel nastoupit o pět let dříve a jako tovaryš by potřeboval minimálně jeden rok, než by mu bylo povoleno přijímat samostatné zakázky, v případě Lorety nanejvýš prestižní. 
Pracoval postupně na třech zakázkách, na výzdobě postranních oltářů svatého Jana Nepomuckého a Svaté rodiny v kostele sv. Tomáše na Malé Straně (ty bývají datovány kolem roku 1725) a v Loretě na Hradčanech. V kostele Narození Páně v Loretě vytvořil figury andělů na protějškové oltáře sv. Agáty a sv. Apolónie. V nádvoří Lorety vytesal na dvě kašny dvě monumentální pískovcová sousoší Vzkříšení Krista a Nanebevzetí Panny Marie, pro obě z nich se v archivu kapucínů dochovaly jeho návrhové kresby. Další řezby na oltářích v ochozu Lorety byly nově připsány Richardu Jiřímu Prachnerovi. Druhé sousoší po jeho smrti musel dokončit Richard Jiří Prachner. Originály obou sousoší jsou v Lapidáriu Národního muzea. 
Historik umění Ivo Kořán si povšiml originálního pojetí jeho postav vojáků, přihlížejících Kristovu vzkříšení a konstatoval, že Brüderle ...do raně rokokové pražslé produkce vnesl robustně dobromyslnou až humornou notu.